# 條紋磯塘鱧
條紋磯塘鱧（学名：Eviota afelei）为鰕虎科磯塘鱧屬下的一个种。

## 扩展阅读
- 維基物種上的相關：條紋磯塘鱧